# Limnes (Pont)
Limnes (en llatí: Limnae) fou una ciutat del Pont, a la costa de la mar Negra (o Pont Euxí), situada a la desembocadura del riu Pritanis (Prytanis).